# تل قلعه پل فسا
تل قلعه پل فسا مربوط به دوران‌های تاریخی پس از اسلام است و در شهرستان شیراز، جاده شیراز به فسا، بعد از پلیس راه واقع شده و این اثر در تاریخ ۱۲ بهمن ۱۳۸۱ با شمارهٔ ثبت ۷۲۱۹ به‌عنوان یکی از آثار ملی ایران به ثبت رسیده است.